# Noel Rosa
Noel Rosa   (Rio de Janeiro, 11 de desembre de 1910 - Rio de Janeiro, 4 de maig de 1937), el Poeta da Vila, va ser un compositor, cantant, i intèrpret de guitarra/banjo brasiler. Un dels noms més grans en la música popular brasilera, Noel ha donat un nou gir a la samba, combinant les seves arrels afrobrasilers amb una llengua més urbana, divertida i fent-ho un vehicle per al comentari social irònic.

## Biografia
Noel Rosa va nàixer a Rio de Janeiro a una família de classe mitjana del barri Vila Isabel. Un accident amb un fòrceps al seu naixement va provocar la barbeta desfigurada que l'obsessionaria tota la seva curta vida. Va aprendre a tocar el banjo quan era un adolescent i de seguida va començar a tocar la guitarra. Encara que Noel va començar els estudis de medicina, donava gran part de la seva atenció a la música i passaria nits senceres en bars, bevent i jugant amb sambistes. Juntament amb Braguinha i Almirante va formar el grup musical «Bando de Tangarás». Aviat va començar a compondre sambes, i el 1931 va tenir la seva gran inspiració amb «Com que roupa?», un dels èxits més grans i el primer en una sèrie de composicions memorables.
En l'inici dels anys 1930, Noel Rosa va començat a mostrar símptomes de tuberculosi. Viatjava ocasionalment a tractar-se a la serra, però sempre acabava tornant a Rio i a la vida nocturna. El 1934 es va casar amb Lindaura Martins, una veïna de disset anys, però allò no l'impedia de tenir afers romàntics amb altres dones. Noel era un fumador crònic, i la majoria de les seves fotografies el mostren amb un cigarret entre els seus llavis. En la segona meitat dels anys 1930, la seva salut es deterioraria seriosament, morint el 1937 a l'edat de 26.

## Composicions seleccionades
Noel Rosa va escriure al voltant de 250 composicions, incloent-hi:
| - "Com que roupa?" (1929) - "Minha viola" (1929) - "Gago apaixonado" (1930) - "Quem dá mais?" (1930) - "A.E.I.O.U." (amb Lamartine Babo, 1931) - "Coração" (1932) - "Até amanhã" (1932) - "Fita amarela" (1932) - "Para me livrar do mal" (amb Ismael Silva, 1932) - "Cor de cinza" (1933) - "Feitio de oração" (amb Vadico, 1933) - "Filosofia" (amb André Filho, 1933) - "Não tem tradução" (1933) - "O orvalho vem caindo" (amb Kid Pepe, 1933) - "Quando o samba acabou (1933) - "Você só...mente" (amb Hélio Rosa, 1933) - "Positivismo" (amb Orestes Barbosa, 1933) - "Três apitos" (1933) - "Pastorinhas" (amb Braguinha, 1934) | - "Dama do cabaré" (1934) - "João Ninguém" (1935) - "Conversa de botequim" (amb Vadico, 1935) - "Palpite infeliz" (1935) - "Pela décima vez" (1935) - "Pierrô apaixonado" (amb Heitor dos Prazeres, 1935) - "Provei" (amb Vadico, 1936) - "Quem ri melhor" (1936) - "São coisas nossas" (1936) - "Tarzan, o filho do alfaiate" (1936) - "Cem mil réis" (amb Vadico, 1936) - "De babado" (amb João Mina, 1936) - "É bom parar" (amb Rubens Soares, 1936) - "Feitiço da Vila" (amb Vadico, 1936) - "Mulher indigesta" - "O X do problema" (1936) - "Pra que mentir" (amb Vadico, 1937) - "Último desejo" (1937) - "Mama de farinha" (amb Hélio Rosa, ?) |

## Discografia
| Títol                                                         | Any  | Etiqueta fonogràfica | Suport |
| ------------------------------------------------------------- | ---- | -------------------- | ------ |
| Festa no céu/Minha viola                                      | 1930 | Parlophon 78         | LP     |
| Com que roupa?/Malandro medroso                               | 1930 | Parlophon 78         | LP     |
| Cordiais saudações/Mulata fuzarqueira (amb Bando de Tangarás) | 1931 | Parlophon 78         | LP     |
| Samba da boa vontade/Picilone (amb Bando de Tangarás)         | 1931 | Parlophon 78         | LP     |
| O pulo da hora/Vou te ripar                                   | 1931 | Parlophon 78         | LP     |
| Por causa da hora/Nunca...jamais...                           | 1931 | Victor 78            | LP     |
| Gago Apaixonado                                               | 1931 | Columbia 78          | LP     |
| Quem dá mais?/Coração                                         | 1932 | Odeon 78             | LP     |
| Mentiras de Mulher(amb Artur Costa)/Felicidade                | 1932 | Columbia 78          | LP     |
| Escola de malandro                                            | 1933 | Odeon 78             | LP     |
| Onde está a honestidade?/Arranjei um fraseado                 | 1933 | Odeon 78             | LP     |
| Positivismo/Devo esquecer                                     | 1933 | Columbia 78          | LP     |
| Seu Jacinto/Quem não dança                                    | 1933 | Odeon 78             | LP     |
| Sentinela alerta                                              | 1934 | Odeon 78             | LP     |
| João Ninguém/Conversa de Botequim                             | 1935 | Odeon 78             | LP     |
| De babado/Cem mil réis                                        | 1936 | Odeon 78             | LP     |
| Provei/Você vai se quiser                                     | 1936 | Odeon 78             | LP     |
| Quem ri melhor/Quantos beijos                                 | 1936 | Victor 78            | LP     |